# Léon van Bon
Léon van Bon, född den 28 januari 1972 i Asperen, Nederländerna, är en nederländsk tävlingscyklist som tog OS-silver i poängloppet vid olympiska sommarspelen 1992 i Barcelona.